# Luci Calpurni Pisó (noble)
Luci Calpurni Pisó (en llatí Lucius Calpurnius Piso) va ser un noble romà. Formava part de la gens Calpúrnia, una antiga família romana d'origen plebeu. Es va caracteritzar per la mateixa altivesa i independència que la resta de la seva família durant l'Imperi.
Se'l menciona per primer cop l'any 16, quan es queixa de la corrupció dels tribunals i amenaça amb marxar de Roma i passar la resta de la seva vida lluny de la ciutat. Era un noble important, i Tiberi va creure convenient calmar la seva ira. Va influir en els amics de Pisó per que el convencessin de no marxar. Tiberi, quan va consolidar la seva posició com a emperador, va considerar que ja era hora de castigar Pisó per les seves impertinències i l'any 24 el va fer acusar, per mitjà de Quint Grani, de conspirar contra ell. Quint Grani va presentar escrits burlescos contra Tiberi que deia que havia trobat a casa de Pisó, on també havia trobat verí. A més, deia que havia entrat amb armes al senat. Pisó va morir abans del judici.